# Afréttarfjall
Afréttarfjall är ett berg i republiken Island. Det ligger i regionen Austurland, 400 km öster om huvudstaden Reykjavík. Toppen på Afréttarfjall är 599 meter över havet.
Trakten runt Afréttarfjall är nära nog obefolkad, med mindre än två invånare per kvadratkilometer. Närmaste större samhälle är Vopnafjörður, omkring 11 kilometer nordväst om Afréttarfjall. Trakten runt Afréttarfjall består i huvudsak av gräsmarker.